# Khalid Ali Shambih
Khalid Ali Shambih (* 2. März 1980) ist ein Straßenradrennfahrer aus den Vereinigten Arabischen Emiraten.
Khalid Ali Shambih gewann 2005 das Eintagesrennen Jebel Hafeet in Al Ain. Im nächsten Jahr wurde er nationaler Meister im Straßenrennen. In der Saison 2007 wurde er Dritter beim H. H. Vice President Cup und er wurde Erster beim Teamzeitfahren der Arab Gulf Cycling Championship. 2008 wurde Shamibh erneut Sieger im Straßenrennen der nationalen Meisterschaft. Außerdem wurde er unter anderem Etappenzweiter bei der Ägypten-Rundfahrt.

## Erfolge
2006
- Nationaler Meister – Straßenrennen

2008
- Nationaler Meister – Straßenrennen